# Alf Lombard
Alf Lombard (n. 8 iulie 1902, Paris, Franța – d. 1 martie 1996, Lund, Malmöhus⁠(d), Suedia) a fost un lingvist, lexicograf și profesor universitar suedez, care a avut ca specialitate limbile romanice, dedicând o bună parte a activității sale cercetării limbii române. A fost membru corespondent al Academiei Române.

## Biografie
Și-a luat licența la Universitatea din Uppsala sub îndrumarea profesorului Erik Staaff. A vizitat România pentru prima dată în 1934, când l-a întâlnit pe profesorul Ovid Densusianu, s-a împrietenit cu Alexandru Z. N. Pop și cu tânărul lingvist Alexandru Rosetti.
După ce a fost docent (care corespunde într-un fel titlului de conferențiar universitar în România) la Universitatea din Uppsala, a fost transferat în 1937 la Universitatea din Lund ca locțiitor al profesorului universitar Emanuel Walberg. În 1939 Alf Lombard îl va înlocui pe Emanuel Walberg definitiv și va fi profesor la aceeași universitate până când va ieși la pensie în iunie 1969.
Alf Lombard a fost membru corespondent al Academiei Române din 1947. A colaborat periodic la emisiunea culturală radiofonică „Odă limbii române” (transmisă săptămânal, începând din 13 iunie 1967, pe programul I al Radio România Actualități și în reluare pe programul II), care prezenta momente semnificative ale procesului de evoluție al limbii române literare.
Se spune că ar fi fost un adevărat geniu al limbilor străine, cunoscând bine vreo trei duzini și având anumite cunoștințe despre încă vreo 60 de limbi.
Marea parte a bibliotecii pe care și-o acumulase a donat-o Universității din Trondheim, Norvegia.
Alf Lombard este tatăl actriței suedeze Yvonne Lombard.

## Cărți selectate
- La langue roumaine;: Une presentation (Bibliotheque française et romane. Ser. A: Manuels et etudes linguistiques); Publisher: Paris : Klincksieck, 1974.
- Le i prosthetique du roumain
- Rumänsk Grammatik
- Europas och den vita rasens språk. En systematisk översikt (Europa și limba rasei albe. O privire sistematică)
- Språken på vår jord (Limbajul pe pământul nostru)
- Dictionnaire morphologique de la langue roumaine (1982) (cu Constantin Gâdei)
- Dictionnaire roumain-français (neterminat)
- La prononciation du Roumain
- Le Verbe Roumain. Étude morphologique I - II
- Les constructions nominales dans le francais moderne. Étude syntaxique et stylistique
- L´Infinitif de narration dans le langues romanes. Études de syntaxe historique
- Sydsvenska och uppsvenska. Bidrag till en jämförelse mellan två former av svenskt riksspråk (Suedeza de sud și suedeza de nord. O contribuție la o comparație între cele două forme al limbii suedeze)
- Niloés Fransk-Svenska Svensk-Franska lexikon
- La Langue Roumaine : Une Presentation